# Seaside, Oregon
Seaside är en stad i Clatsop County i Oregon. Vid 2010 års folkräkning hade Seaside 6 457 invånare.